# Lijst van gemeenten in Erzurum
Onderstaande lijst bevat alle gemeenten (2000) in de Turkse provincie Erzurum.
| District  | Gemeente       |
| --------- | -------------- |
| Aşkale    | Aşkale         |
| Aşkale    | Kandilli       |
| Aşkale    | Yeniköy        |
| Çat       | Çat            |
| Çat       | Yavi           |
| Erzurum   | Dadaşkent      |
| Erzurum   | Dadaşköy       |
| Erzurum   | Dumlu          |
| Erzurum   | Erzurum        |
| Hınıs     | Halilçavuş     |
| Hınıs     | Hınıs          |
| Horasan   | Horasan        |
| Ilıca     | Ilıca          |
| İspir     | Çamlıkaya      |
| İspir     | İspir          |
| İspir     | Madenköprübaşı |
| Karaçoban | Karaçoban      |
| Karaçoban | Kopal          |
| Karayazı  | Karayazı       |
| Erzurum   | Kazımkarabekir |
| Köprüköy  | Köprüköy       |
| Köprüköy  | Yağan          |
| Narman    | Narman         |
| Narman    | Şekerli        |
| Oltu      | Oltu           |
| Olur      | Olur           |
| Erzurum   | Palandöken     |
| Pasinler  | Alvar          |
| Pasinler  | Pasinler       |
| Pazaryolu | Pazaryolu      |
| Şenkaya   | Paşalı         |
| Şenkaya   | Şenkaya        |
| Tekman    | Tekman         |
| Tortum    | Bağbaşı        |
| Tortum    | Pehlivanlı     |
| Tortum    | Serdarlı       |
| Tortum    | Şenyurt        |
| Tortum    | Tortum         |
| Uzundere  | Uzundere       |
| Erzurum   | Yakutiye       |